# Krikor Azarjan
Krikor Azarjan (ur. 15 marca 1934 w Płowdiwie, zm. 14 grudnia 2009 w Sofii) – bułgarski reżyser i aktor ormiańskiego pochodzenia.
Współpracował z teatrami w Płowdiwie (1966 – 1969) i Sofii (1970 – 1978 i od 1990 Teatr Armii Ludowej, 1978 – 1983 Teatr Narodowy, 1984 – 1987 Teatr Młodzieżowy, 1987 – 1990 kierownik artystyczny Teatru Sofia). Azarian w teatrze bułgarskim pełnił rolę rzecznika teatru poetyckiego i metaforycznego; wystawił m.in.: Wiśniowy sad Antona Czechowa (1968), Ścieżki Nikołaja Chajtowa (1969), Styczeń (1974, 1982) i Próbę lotu (1978, 1996 – w Warszawie) Jordana Radiczkowa, Króla Lira (1979) i Wieczór Trzech Króli (1980) Williama Szekspira, Ostatnią taśmę Krappa Samuela Becketta (1992), Henryka IV Luigiego Pirandella (1998).
Zmarł na chorobę nowotworową.